# 65daysofstatic
65daysofstatic (65 days of static, МФА [ˈsɪksti faɪv deɪz əv ˈstæt.ɪk]) — музыкальная группа из города Шеффилд, Англия, исполняющая музыку в жанре математический рок с элементами электронной музыки.
Музыка группы сочетает тяжёлые гитарные секции, клавишные партии, живые и электронные ударные в стиле Aphex Twin. Для музыки группы характерна имитация электронных помех. 
Композиция группы, «Radio Protector» , звучит в перерывах на телевизионном канале Discovery Channel.

## История
Группа сформировалась в 2001 году и состояла тогда из Джо Шрюсбери, Пола Волински и Иэна Армстронга.
Как рассказывают сами музыканты, название появилось после того, как группа записала саундтрек к малоизвестному и не выпущенному фильму Джона Карпентера «Stealth Bomber» (рус. Бомбардировщик «Стелс»), в котором главной темой были «65 дней радиопомех» (65 Days of Static), период глобального отказа всех средств коммуникации. Однако некоторые источники считают версию с созданием саундтрека сомнительной. Кроме того, нет никакой информации о фильме.
В 2003 году Армстронг покинул группу, основав новый проект «Actionier». К группе на короткий период присоединился Фидл и принял участие в создании первого сингла с альбома «The Fall of Math» под названием «Retreat! Retreat!». К концу 2003 года к группе присоединяются барабанщик Роб Джонс и басист Гарет Хьюз. К моменту выхода альбома «The Fall of Math» Хьюз покинул группу, его место занял Саймон Райт.

## Дискография

### Альбомы
- The Fall of Math (2004)
- One Time for All Time (2005)
- The Destruction of Small Ideas (2007)
- We Were Exploding Anyway (2010)
- Wild Light (2013)
- replicr, 2019 (2019)
- Sentience 260521 (2021)
- The Midi Thief (2021)
- Debris (2022)

### Саундтреки
- Silent Running (2011)
- No Man's Sky: Music for an Infinite Universe (2016)

### Концертные альбомы
- Escape From New York (2009)
- Decomposition Theory Live 091117 (2020)
- Wild Light (Live in Manchester 150923) (2023

### Синглыимини-альбомы
- Play Nice Kids (EP, 2001)
- Stumble.Stop.Repeat. (EP) (декабрь 2003)
- Retreat! Retreat! (ноябрь 2004)
- Hole (EP) (март 2005)
- Radio Protector (февраль 2006)
- Don’t Go Down to Sorrow (март-апрель 2007)
- The Distant and Mechanised Glow of Eastern European Dance Parties (апрель 2008)
- Weak4 (март 2010)
- Crash Tactics (апрель 2010)
- Heavy Sky (EP) (октябрь 2010)
- popular beats (2019)
- trackerplatz (2019)
- five waves (2019)
- "Under the Summs" (EP, 2021)
- "Tomorrowd" (EP, 2021)
- "Available Data" (EP, 2021)
- "Mimik" (EP, 2021)